# Agonopterix oinochroa
Agonopterix oinochroa is een vlinder uit de familie grasmineermotten (Elachistidae). De wetenschappelijke naam is voor het eerst geldig gepubliceerd in 1879 door Turati.
De soort komt voor in Europa.